# 3181 Ahnert
3181 Ahnert è un asteroide della fascia principale. Scoperto nel 1964, presenta un'orbita caratterizzata da un semiasse maggiore pari a 2,2291335 UA e da un'eccentricità di 0,0645518, inclinata di 3,95899° rispetto all'eclittica.
L'asteroide è dedicato all'astronomo tedesco Paul Oswald Ahnert.